# 粕谷留吉
粕谷 留吉（かすや とめきち、1891年（明治24年）6月10日 - 1972年（昭和47年）5月14日）は、大日本帝国陸軍軍人。最終階級は陸軍少将。功四級。

## 経歴
東京府出身。1913年（大正2年）5月、陸軍士官学校第25期卒業。
1939年（昭和14年）8月、陸軍輜重兵大佐に進み、第9師団司令部附となる。
ついで1940年（昭和15年）2月、輜重兵第9連隊長を経て、1943年（昭和18年）6月、第2野戦輸送司令官となりインパール作戦などビルマ戦線で悪戦苦闘した。1944年（昭和19年）8月、陸軍少将に進んだ。
1947年（昭和22年）11月28日、公職追放仮指定を受けた。